# Bifora
Genre
Classification phylogénétique
Bifora est un genre de plantes à fleurs de la famille des Apiaceae (Ombellifères).

## Liste d'espèces
- Bifora americana Benth. & Hook.f. ex S.Wats.
- Bifora radians M.Bieb. - Bifora rayonnant
- Bifora testiculata (L.) Roth